# Сартан, Анастасия Марковна
Анастасия Марковна Сартан (родилась 8 апреля 1986 года, Москва) — российская предпринимательница, основательница компаний TrendsBrands, Grintern, Epytom (StyleHacks), Maison Me.
В 2012 году вошла в список самых молодых успешных предпринимателей России по версии русскоязычного сайта Hopes&Fears.

## Биография
Родилась 8 апреля 1986 года в Коньково, муниципальном районе Москвы, Советский Союз Галины Николаевны Сартан, кандидата психологических наук и Марка Наумовича Сартан, российского журналиста, деятеля образования, члена межведомственной рабочей группы при Министерстве образования РФ, руководителя Центра разработки образовательных систем «Умная школа».
Анастасия Сартан окончила Московский государственный университет по специальности журналистика.
C 19 лет занимается бизнесом. Замужем за Грегом Кволеком. Имеет двух сыновей.
В 2015 году переехала в Калифорнию, Соединенные Штаты Америки.

## Профессиональная деятельность
Анастасия Сартан начала свою карьеру в сфере журналистики и издательского дела, позже сосредоточившись на бизнесе. Она являлась создательницей таких компаний, как EkePeople — бренд концептуальной одежды, TrendsBrands — интернет-магазин модной одежды, Epytom — чат-бот, личный помощник по стилю на базе искусственного интеллекта, проект Maison Me — онлайн-ателье и Grintern — платформа по удалённому трудоустройству талантливых выпускников вузов Восточной Европы в стартапы Кремниевой долины. 

### Журналистика и издательская деятельность
В 2002 году Анастасия Сартан поступила на факультет журналистики Московского государственного университета. Сартан начала карьеру в сфере журналистики и издательской деятельности. Работала репортёром на НТВ, ответственным секретарём в отделе издательского дома «Афиша».

### Бизнес
В 2005 году, на третьем курсе университета Анастасия отправилась в США по программе студенческого обмена Work and Travel, где работала официанткой и подрабатывала помощником дизайнера одежды Tunji Dada в Нью-Йорке. После возвращения в Москву Анастасия Сартан присоединилась к компании EkePeople (бренд концептуальной одежды) в роли совладелицы, где занималась закупкой товара из Азии и США. EkePeople начинал своё существование в маленькой Московской квартире, но позже вырос до крупных масштабов. В 2011 году Сартан покинула компанию в связи c разногласиями между учредителями, по условию контракта она получила около тысячи единиц товара и $10 тыс. от бывших партнёров.
В мае 2011 года, спустя несколько недель после ухода из EkePeople Анастасия Сартан запустила интернет-магазин модной одежды TrendsBrands.ru. В июне открыла физический магазин в торговом центре на Цветном Бульваре (ТЦ «Цветной» или универмаг «Цветной»). В начале TrendsBrands позиционировался как российский аналог крупного британского онлайн-магазина одежды, аксессуаров и косметики ASOS. В ноябре 2011 года TrendsBrands привлёк $1 млн инвестиций от венчурного фонда Kite Ventures Эдуарда Шендеровича и ru-Net Леонида Богуславского (ныне RTP Global). Анастасия Сартан познакомилась и представила проект основателю ASOS, Нику Робертсону, который предложил сделку купли-продажи российского аналога. Предложение было отклонено.
В 2013 году бизнес получил дополнительные $3 млн инвестиционных вложений от французского венчурного фонда Ventech и $1 млн от Kite Ventures и ru-Net. Благодаря данным вложениям компания смогла расширить ассортимент, среди представленного товара можно было найти винтажные вещи от Beyond Retro, бренды малоизвестных российских дизайнеров, различных американских марок, а также собственную линейку одежды. За это время общая выручка TrendsBrands превысила $10 млн. Компания очень быстро и прогрессивно развивалась, несмотря на кризисное время. В 2015 году Анастасия Сартан продала свой бизнес и переехала в Лос-Гатос, Калифорния, США.
В 2016 году, Анастасия придумала и создала стартап Epytom (позднее известен как StyleHacks) — сервис-личный помощник на базе искусственного интеллекта, который давал советы, как стильно сочетать вещи из гардероба пользователя по погоде. Изначально продукт появился в приложении Telegram в виде бесплатного бота.
Сооснователями проекта Epytom стали Марианна Милкис и Алекс Сова. Милкис занималась написанием текстов, а Сова — НИОКР и разработкой продукта. Инвесторами стартапа на первом раунде стали друзья Анастасии, включая бизнес-ангела Марину Давыдова, бывшего руководителя направления виртуальной реальности в Google Андрея Дороничева, а также венчурный фонд Founders Fund, сооснователем которого является американский инвестор, предприниматель Питер Тиль.
В 2017 году стартап Epytom выиграл грант программы для мобильных разработчиков FbStart на $30 тыс. В результате модный помощник Epytom появился в приложении Facebook Messenger. Основными целями 2018 года Сартан и сооснователи ставили расширение аудитории, тестируя новые платформы. Было принято решение создать голосового помощника, продукт выпустили под виртуальный сервис Google Assistant. Epytom сделал ребрендинг и был переименован в StyleHacks.
В 2018 году Анастасия Сартан с сооснователями запустили онлайн-ателье Maison Me. Maison Me смог интегрировать все существующие технологии Epytom(StyleHacks) и добавить функцию индивидуального пошива одежды по рекомендациям искусственного интеллекта. Пользователю предлагалось заполнить подробную анкету, по результатам которой алгоритмы автоматически создавали электронные лекала. В итоге пользователь получал индивидуально отшитую одежду в течение двух недель. Проект смог привлечь дополнительные инвестиции от Google Assistant Investments, Gagarin Capital Partners и Founders Fund в размере $1 млн. В 2021 году после закрытия seed-раунда инвестиций Анастасия Сартан продала технологию и начала работать директором по продуктам Snap Inc.
Действующим проектом Анастасии Сартан является Grintern. Компания была создана в 2013 году в России, когда Сартан активно развивала бизнес TrendsBrands. Первоначально проект функционировал как платформа для поиска стажёров и молодых специалистов. В 2020 году была зарегистрирована компания Grintern.co, специализирующаяся на удалённом трудоустройстве выпускников вузов Восточной Европы в стартапы Кремниевой долины.